# Francuska cesta na Biokovu
Francuska cesta na Biokovu, prometnica na Biokovu, područje Općine Brela, zaštićeno kulturno dobro. U narodu je poznata i pod nazivom Napoleonova cesta.

## Zavoreov projekt ceste iznad Brela
Na Zemljopisnoj karti Dalmacije s Dubrovnikom i Bokom kotorskom koju je izradio Frane Zavoreo 1811. na traženje ing. Jean Louis Blancharda koji je tada u francuskoj upravi u Dalmaciji nosio naslov Capo Direttor Generele de Ponti e Strade, ucrtane sve već izgrađene i započete ceste, kao i one projektirane iste 1811. godine, te one koje vode prema vojnim postajama.
Na karti je prisutna trasa ceste koja se od breljanskog zaseoka Gornji Kričak dizala serpentinama, da bi najkraćim putem preko prijevoja Neviste i Poletnice (Brela Gornja) prešla Biokovo nastavljajući do Zadvarja. Činjenica da je cesta tek trasirana, da izvedeni dio ceste završava pred impozantnim kukom koji je s južne strane trebalo zaobići očito skupim inženjerijskim pothvatom (zasijecanjem hridi ili vijaduktom), da bi se gradnja nastavila prema Gornjim Brelima – nedvojbeno svjedoči da je građena u vrijeme francuske uprave, odnosno da je nastupom druge austrijske vlasti (od 1813.) zamisao o tako smionoj gradnji bila napuštena. Po svemu sudeći – dedukcijom iz čitavog niza vijesti o gradnjama cesta u vrijeme francuskog vladanja Dalmacijom – možemo s dosta sigurnosti kazati da je gradnja nikad dovršene ceste poviše Brela mogla započeti oko 1808. – 1810., te da ju je projektirao baš Frane Zavoreo.

## Tehničke odlike
Cesta je građena na strmini Biokova, poviše zaseoka Gornji Kričak, između 357,41 i 443,73 metara nadmorske visine. U početnoj točki nastavlja se na trasu seoskog puta pod kosom Biokova koji spaja baškovoške zaseoke Bast i Topići na istoku sa breljanskim zaseocima Bartulovići i Dominovići. Uspon ne prelazi 6 %, gotovo prateći slojnice terena koji ima nagib od 57 %, što ju je trebalo činiti veoma ugodnom za vožnju zaprežnih kola, jahanje i hodanje. Širina ceste varira između 4 i 6 metara s komotnim radijusom zavoja.
„Francuska cesta” na Biokovu iznad Brela predstavlja izniman graditeljski doprinos u cestogradnji s početka 19. stoljeća osobito po činjenici da cesta nikad nije bila dovršena, pa je moguće rekonstruirati sve faze njezine gradnje – od uspostave operativne rampe kojom se pristupalo trasi ukupne duljine od 1370 metara, do gradnje suhozidnih podzida i pokosa, bankina s jedne ili obje strane ceste, stratifkacije cestovnog postroja od krupnog kamena i s dvostrukim slojem šljunka različite gradacije. Moguće je zamisliti rad specijaliziranih i priučenih graditelja koji su istodobno, na više mjesta, s obje strane ceste, polagali njezinu trasu, negdje samo do „kalupa” koji je kojiput oblikovan podzidom s jedne i zasjekom u stijenu s druge strane, ili s podzidima s obje strane ceste, gdje je trebalo nasuti kamen i šljunak. Posebno se ističu te dugačke trase kolnika koje teku izdignute nad terenom. U tom pogledu kao da anticipiraju rješenje škotskog cestograditelja Johna Loudona McAdama, izumitelja „makadamizacije”, koji je u dva traktata Remarks on the Present System of Road-Making i Practical Essay on the Scientfic Repair and Preservation of Roads (objavljenim 1816., odnosno 1819.) zagovarao potrebu da se ceste izdignu nad okolnim terenom i grade od slojeva kamena, od krupnoga u temelju do sitne šljake na vrhu. Bio je to način da se riješi problem drenaže u planinskom ambijentu koji svoj oblik dobrim dijelom zahvaljuje bujičnim vodama. Nakon više od dvjesto godina – unatoč neodržavanja (a održavanje je condicio sine qua non makadamskih cesta), djelovanja oborina i vegetacije i potresa – dijelovi ceste izgledaju kao novi. Građena od lokalnog vapnenca, zidovi njenog po-stroja imaju patinu kao i stijenje uokolo. Ipak, negdje nedostaju zavoji kojima se spajaju pravolinijski segmenti serpentine. Drugdje (na primjer na trećoj serpentini) čitavih stotinjak metara nije ni trasiran. Međutim, neki segmenti ceste, posebno u njenom gornjem dijelu, posve su dovršeni. Završnu serpentinu, duljine oko 100 metara, podržava stepenasto građeni podzid, koji je na svom središnjem dijelu visok gotovo sedam metara.

## Zaštita
Pod oznakom Z-7022 zavedena je kao nepokretno kulturno dobro – pojedinačna, pravna statusa zaštićena kulturnog dobra, klasificirano kao "komunalna i tehnička građevina".

## Poduzete radnje na očuvanju ceste
- Konzervatorska studija i priprema idejnog projekta za njeno uređenje, Francuska cesta na Biokovu poviše Brela, izrađivač: Institut za povijest umjetnosti Centar Cvito Fisković, autori: Joško Belamarić, Igor Belamarić, Sanja Buble, Anita Gamulin; geodetski premjer: Jurica Pleić; arhivska istraživanja: Darka Bilić; naručitelj: Turistička zajednica Općine Brela, 2017. godina
- Uvrštenje je u Registar kulturnih dobara Republike Hrvatske dana 25. rujna 2017. godine, lista zaštićenih kulturnih dobara Z-2022, pravni status: zaštićeno kulturno dobro, klasifikacija: komunalna i tehnička građevina[1]
- Otvorenje poučne staze "Francuska cesta" dana 13. srpnja 2018. godine, stazu uređuje i otvara TZO Brela, tekst na tablama: dr.sc. Joško Belamarić
- Knjiga "Marmontova cesta na Biokovu poviše Brela", autor dr.sc. Joško Belamarić, nakladnik: Turistička zajednica Općine Brela, naklada 3.000 primjeraka, 2019. godina, ISBN 978-953-48494-0-8
- Knjiga "The Marmont Road on Biokovo Above Brela", dr.sc. Joško Belamarić, publisher: Brela Tourist Board, printed in: 1.000 copies, Brela 2019., ISBN 978-953-48494-0-8
- Knjiga "La route de Marmont sur la montagne de Biokovo au-dessus de Brela", dr.sc. Joško Belamarić, éditeur: Office de Tourisme de la municipalité de Brela, imprimé en 1.000 copies, Brela 2019., ISBN 978-953-48494-0-8
- Izrađen idejni projekt uređenja Francuske ceste u prosincu 2019. godine, glavni projektant: Miše Renić, mag.ing.arch, suradnici: Filip Bubalo, prof.pov./muz. i Miran Križanić, mag.ing.arch., naručitelj: Turistička zajednica Općine Brela
- Radionice suhozidne gradnje, cilj: učenje principa i primjene tradicionalne tehnike gradnje suhozida pod stručnim vodstvom mentora suhozida iz udruge „4 grada Dragodid“
- Izrađen idejni građevinski projekt konstruktivne sanacije Francuske ceste na Biokovu poviše Brela, nivo razrade idejni projekt (T.D.:13-R/23), projektantica: Sandra Vrućinić, mag.ing.aedif., ovlaštena inženjerka građevinarstva (G4460) i licencirana projektantica Ministarstva kulture za rad na nepokretnim kulturnim dobrima (1823); izrada: 14. prosinca 2023. godine